# Hot Lake

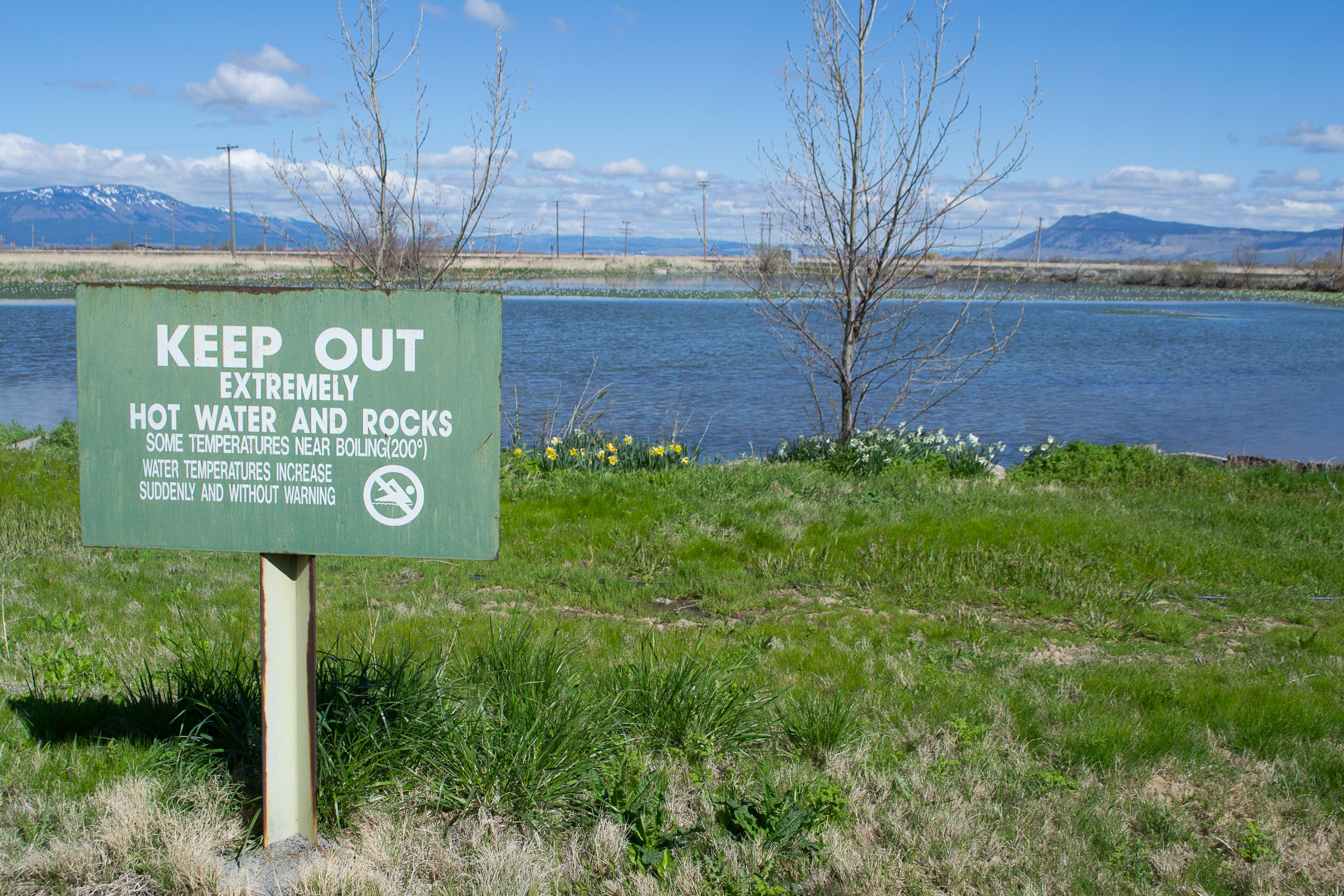
Una señal de advertencia en Hot Lake Springs, Oregon

Hot Lake es una comunidad no incorporada en Union County, Oregón, Estados Unidos. Hot Lake tiene una elevación de 2.703 pies (824 m). Está a unos 16 km al este de La Grande, y 11 km al noroeste de Union.
Los primeros hombres blancos en ver Hot Lake fueron los 32 miembros de una expedición bajo W. Price Hunt, quienes entraron al Valle de Grande Ronde el 1 de enero de 1812, camino a la desembocadura del río Columbia. El 7 de agosto de ese año, Robert Stuart hizo la primera anotación escrita del lugar, mientras regresaba del río Columbia. Hot Lake se convirtió en un lugar de descanso para los viajeros, especialmente cuando los colonos comenzaron a atravesar el valle por el Oregon Trail en la década de 1840. El primer hotel fue construido en el Lago Caliente en 1864 por Samuel F. Newhard, y una oficina de correos fue establecida en 1883. En 1884, el ferrocarril fue construido a través de la zona. El Hot Lake Resort fue construido en 1906. El complejo comenzó a decaer en la década de 1930, como resultado de la muerte de su director desde 1917, el Dr. W. T. Phy, un desastroso incendio de 1934, y la Gran Depresión. La oficina de correos se interrumpió en 1943. Hot Lake ahora es atendida por la oficina de correos de La Grande.